# Olho Marinho
Olho Marinho is een plaats (freguesia) in de Portugese gemeente Óbidos en telt 1258 inwoners (2001).